# Xanthorhoe oxybiaria
Xanthorhoe oxybiaria är en fjärilsart som beskrevs av Otto Staudinger 1897. Xanthorhoe oxybiaria ingår i släktet Xanthorhoe och familjen mätare. Inga underarter finns listade i Catalogue of Life.